# 와타나베 료 (1996년 9월)
와타나베 료(일본어: 渡邊 龍, 1996년 9월 24일~)는 일본의 축구 선수이다.

## 구단 경력
그는 2019년 일본 풋볼 리그의 테게바자로 미야자키에 입단했다. 2020년 일본 풋볼 리그 준우승으로 J3리그로 승격했다. 2021년까지 54경기에 출전하여, 10득점을 넣었다. 2022년 반라우레 하치노헤로 이적했다. 2024년 일본 지역 리그의 본즈 이치하라로 이적했다.